# Coelostomidia montana
Coelostomidia montana är en insektsart som beskrevs av Green 1929. Coelostomidia montana ingår i släktet Coelostomidia och familjen pärlsköldlöss. Inga underarter finns listade i Catalogue of Life.